# Syndicat national des personnels titulaires et contractuels de l'éducation nationale, de l'enseignement supérieur, de la recherche et de la culture

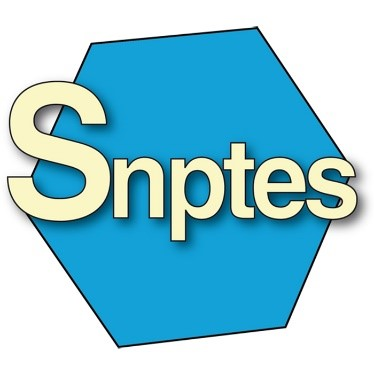
Logo du SNPTES.

Le Syndicat national des personnels titulaires et contractuels de l'éducation nationale, de l'enseignement supérieur, de la recherche et de la culture (SNPTES-UNSA) est un syndicat créé en 1953 sous le nom «Syndicat National du Personnel Technique de l'Enseignement Supérieur»,.
À l'origine, il défendait les intérêts collectifs et individuels des personnels techniques de l'enseignement supérieur. Il a progressivement étendu son champ d'action à l'ensemble des personnels de l’Éducation nationale, de l'Enseignement supérieur, de la Recherche et de la Culture.
Le SNPTES est affilié à la fédération UNSA Education.

## Historique
L'assemblée constitutive du SNPTES est convoquée au Collège de France. Une dizaine de camarades participent à ce premier Congrès. Ils élisent un bureau et le premier secrétaire général du SNPTES, Marcel BERNIER qui exerce ses fonctions à l'Observatoire de Paris. Les statuts sont déposés à la préfecture du département de la seine le 27 avril 1953. La carte d'adhérent n°1 fut délivrée à Roger DELPHINS. La  première année, le SNPTES est composé de dix-neuf adhérents (treize Parisiens, un Strasbourgeois, deux Grenoblois, un Toulousain et deux Bordelais).
Le SNPTES décida très rapidement de s'affilier à la Fédération de l'Éducation nationale (FEN), devenue en 2000 la fédération UNSA Éducation. Cette demande d'affiliation est validée par la commission administrative de la FEN, le 22 juin 1953. Il fut toujours proche de la majorité « Autonome » de la FEN, en particulier à cause de la présence longtemps dominante de la CGT dans les personnels qu'il organisait. Il se structure davantage avec la création des corps ITRF et ITA, dans les années 1980. Lors de la scission de la FEN qui a pour incidence la création de la FSU, il reste au sein de la FEN et participe à la création de l'UNSA. En 2000, le SNPTES fusionne avec le Syndicat national des personnels techniques et ouvriers (SNATO). En 2008, le syndicat des bibliothèques (SB-UNSA) rejoint le SNPTES qui devient le "Syndicat national des personnels techniques, scientifiques et des bibliothèques de l'enseignement supérieur, de la recherche et de la culture". En 2010, le secteur CROUS du SNAEN-UNSA intègre le SNPTES. En 2012, le SNPTES fusionne avec le syndicat des personnels de laboratoire des lycées et collèges UNSA-Labos Éducation..
En décembre 2014, lors des élections professionnelles, le SNPTES arrive premier ex æquo en nombre de sièges, avec la CGT et la CFDT, au comité technique ministériel de l'enseignement supérieur et de la recherche. Il est deuxième en nombre de voix devant la CFDT. À la suite de cette élection, le SNPTES devient légalement représentatif pour l'ensemble des personnels fonctionnaires et contractuels qu'ils soient chercheurs, enseignants-chercheurs, enseignants, personnels des bibliothèques, ingénieurs, administratifs, techniques, sociaux, de santé (BIATSS). C'est la raison pour laquelle le Congrès du SNPTES réuni à Forges-les-Eaux, les 6, 7 et 8 octobre 2015, a décidé d'étendre son champ d'action à l'ensemble des personnels relevant des ministères chargés de l’Éducation nationale, de l’enseignement supérieur et de la recherche, de la jeunesse et des sports, de la culture.
Le SNPTES a tenu son 26e Congrès national ordinaire, du 15 au 17 mai 2018, à Brest,. Lors de ce dernier, les résultats du vote des adhérents sur le rapport d’activité et le rapport financier ont été proclamés (rapport d’activité : approuvé à 89,88% des suffrages exprimés - rapport financier : approuvé à 89,65 % des suffrages exprimés).
Les moments forts du Congrès ont été :
- affiliation du SNPTES à la nouvelle fédération autonome de l’éducation nationale, de l’enseignement supérieur et de la recherche (FA-ENESR)[2] ;
- modification du nom du SNPTES qui devient le '''syndicat national des personnels titulaires et contractuels de l’éducation nationale, de l’enseignement supérieur, de la recherche et de la culture'''. Il a néanmoins été décidé de conserver le sigle SNPTES[2]
- vote de la résolution générale 2018-2021[7] ;
- élection du Bureau national du SNPTES et du secrétaire général[8],[2]

Entre le 29 novembre et le 6 décembre 2018 de nouvelles élections professionnelles se sont déroulées. Avec 21,07 % des suffrages exprimés, le SNPTES arrive en tête des élections au Comité technique ministériel de l’enseignement supérieur et de la recherche (CTMESR). Il est le seul syndicat à obtenir 4 sièges dans cette instance. Pour mémoire, dans la fonction publique d’État, le comté technique ministériel est réglementairement la seule instance qui permet de mesurer la représentativité des organisations syndicales, au niveau national. La deuxième organisation, la CGT, obtient 18,58 % des suffrages exprimés. La progression du SNPTES en nombre de voix est de +11,55%, par rapport à 2014.
En février 2021, le SNPTES renoue le dialogue avec l'UNSA Education et ses principaux syndicats de l'enseignement supérieur (A&I, Sup'Recherche et UNSA ITRF.BI.O). En mai 2021, le Conseil national du SNPTES mandate le Bureau national pour poursuivre les discussions, afin de tenter d'aboutir à un retour au sein de l'UNSA Education.
Le 27e Congrès national ordinaire du SNPTES se tient, à Lille, du 12 au 14 octobre 2021. Lors de ce dernier, les résultats du vote des adhérents sur le rapport d’activité et le rapport financier ont été proclamés (rapport d’activité : approuvé à 99,55% des suffrages exprimés - rapport financier : approuvé à 99,52% des suffrages exprimés). A la question : est ce que le SNPTES doit demander une affiliation à l'UNSA Éducation ? Le Congrès national a voté pour (94,14 % des mandats exprimés). La validation, par l'UNSA Éducation, de cette demande est intervenue le 25 novembre 2021.

## Représentativité actuelle
Entre le 29 novembre et le 6 décembre 2018 de nouvelles élections professionnelles se sont déroulées. Avec 21,07 % des suffrages exprimés, le SNPTES arrive en tête des élections au Comité technique ministériel de l’enseignement supérieur et de la recherche (CTMESR). Il est le seul syndicat à obtenir 4 sièges dans cette instance.
Le SNPTES est le syndicat majoritaire dans les commissions administratives paritaires (CAP) des ingénieurs et personnels techniques de recherche et de formation, depuis la création de ces corps (ITRF),,,,.
À la suite des élections qui se sont déroulées entre 2015 et 2016, le SNPTES est la première organisation syndicale en sièges et voix dans les collèges BIATSS des Conseils d'administration des établissements d'enseignement supérieur (résultats consolidés).
Lors du dernier renouvellement du Conseil national de l'enseignement supérieur et de la recherche (CNESER), en 2019, avec 31 % des voix, le SNPTES devient la première force syndicale dans le collège des personnels BIATSS, loin devant les autres organisations syndicales (18 % des voix pour la deuxième la CGT). Ces élections montrent également une nette progression du SNPTES dans le collège ITA des organismes de recherche : 3e au CNRS et 2e à l’INSERM.

## Le SNPTES et les réformes en cours
Lors de la séance du CNESER du 18 juin 2020, les représentants du SNPTES ont tous émis un vote favorable au projet de loi de Programmation Pluriannuelle de la Recherche (LPPR) présenté par la ministre Mme Vidal (voir le site officiel du SNPTES: http://www.snptes.fr/LPPR-Le-SNPTES-approuve-le-projet.html). Le 12 octobre 2020, le SNPTES est signataire de l'accord relatif aux rémunérations et les carrières des personnels de la recherche et de l'enseignement supérieur.